# Taimíria

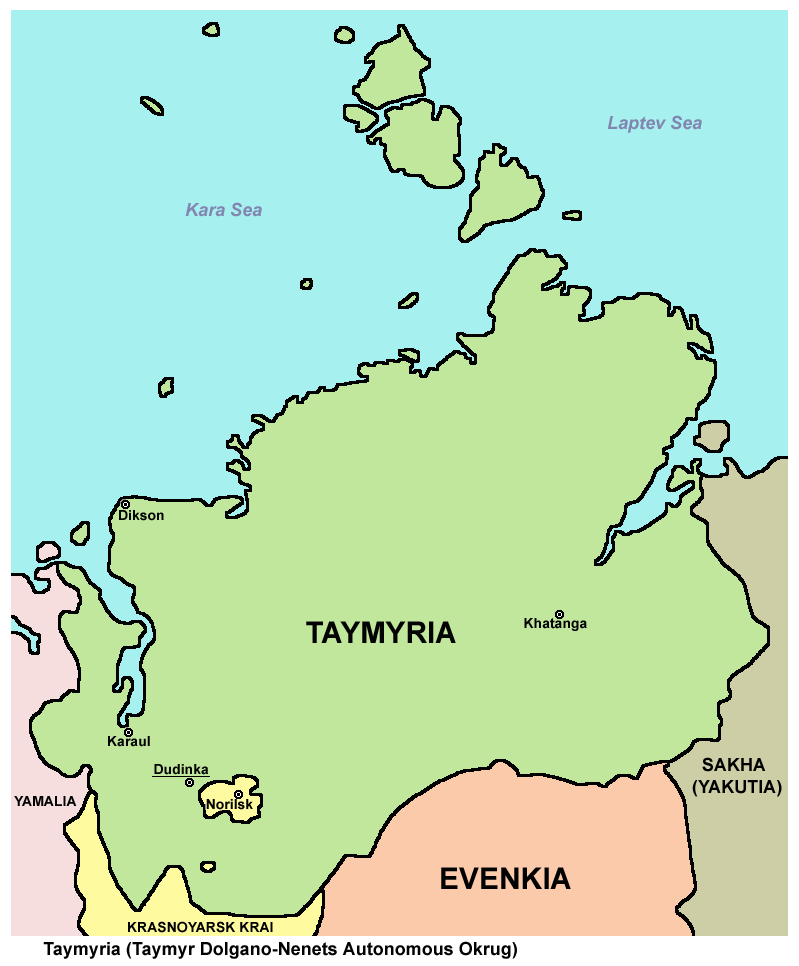
Mapa de l'antic districte autònom de Taimíria

Taimíria (rus: Таймы́рский (Долга́но-Нене́цкий) автоно́мный о́круг, Taimirski (Dolgano-Nenetski) avtonomni ókrug) fou fins al 2006 un districte autònom (subjecte federal) de la Federació Russa, situat a la península de Taimir. També s'anomenava districte autònom Dolgano-nenets pel nom de les poblacions indígenes dels dolgans i dels nenets. Actualment forma part del krai de Krasnoiarsk.
Limitava al sud amb Sakhà, Evenkia i el krai de Krasnoiarsk, i a l'oest amb Iamàlia. Contenia l'enclavament de Norilsk, la ciutat més poblada de la zona, que formava part del krai de Krasnoiarsk. Incloïa tota la península de Taimir i els estuaris del Ienissei (golf del Ienissei) i del Khàtanga (badia de Khàtanga), a més de l'arxipèlag de la Terra del Nord.
Segons el cens 2021 té 30.154 habitants en una extensió de 844.890 km²
El seu estatus com un dels districtes autònoms de Rússia feia que malgrat ser un subjecte federal per si sol, en alguns aspectes depengués del krai de Krasnoiarsk, que és un altre subjecte federal. El 17 d'abril de 2005 es va fer un referèndum on es va aprovar la dissolució del districte autònom de Taimíria i de la veïna Evenkia i la seva incorporació al krai de Krasnoiarsk. Aquesta incorporació es va fer efectiva oficialment l'1 de gener del 2007.
Des de llavors, Taimíria està constituït com a districte del krai de Krasnoiarsk amb el nom de Districte Dolgano-nenets de Taimíria. La ciutat de Norilsk en continua essent un enclavament que no forma part del districte.

## Població
Dels 39.786 residents (cens rus (2002)) 1.018 (2,6%) no especificaren pertànyer a cap ètnia. Un quart de la població s'identifica com a pertanyent als pobles indígenes siberians (dolgans, nenets, nganasans, evenkis, enets). El 58,6% són russos. Altres nacionalitats inclouen 2.423 ucraïnesos (6,1%), 587 alemanys del Volga (1,5%), 425 tàtars (1,1%), 294 belarussos (0,7%) i 239 àzeris (0,6%)
| | cens 1939     | cens 1959      | cens 1970      | cens 1979      | cens 1989      | cens 2002      |
| --- | ------------- | -------------- | -------------- | -------------- | -------------- | -------------- |
| Dolgans¹ | 3.971 (13,8%) | 3.934 (11,8%)  | 4.344 (11,4%)  | 4.338 (9,7%)   | 4.939 (8,9%)   | 5.517 (13,9%)  |
| Nenets | 2.523 (8,8%)  | 1.878 (5,6%)   | 2.247 (5,9%)   | 2.345 (5,2%)   | 2,446 (4,4%)   | 3,054 (7,7%)   |
| Enets² | 2.523 (8,8%)  | 1.878 (5,6%)   | 2.247 (5,9%)   | 2.345 (5,2%)   | 103 (0,2%)     | 197 (0,5%)     |
| Nganasans3 | 2.523 (8,8%)  | 682 (2%)       | 765 (2%)       | 746 (1,7%)     | 849 (1,5%)     | 766 (1,9%)     |
| Evenkis | 563 (2%)      | 412 (1,2%)     | 413 (1,1%)     | 338 (0,8%)     | 311 (0,6%)     | 305 (0,8%)     |
| Russos | 16.931 (59%)  | 21.799 (65,3%) | 25.465 (66,9%) | 30.640 (68,2%) | 37.438 (67,1%) | 23.348 (58,6%) |
| Altres | 4.723 (16,5%) | 4.677 (14%)    | 4.826 (12,7%)  | 6.546 (14,6%)  | 9.717 (17,4%)  | 6.629 (16,7%)  |
| Notes: 1. Als censos de 1939 i 1959 els dolgans eren comptats com a iacuts. 2. Als censos de 1939, 1959, 1970 i 1979 els enets eren comptats com a nenets. 3. En el cens de 1939 els nganasans foren comptats com a nenets. |               |                |                |                |                |                |